# Баргадай
Баргада́й — село в Зиминском районе Иркутской области России. Входит в состав Кимильтейского муниципального образования. Находится примерно в 33 км к северу от районного центра.

## История
Село Баргадай образовано тремя населёнными пунктами: Баргадай собственно (южная часть), Кяхта (средняя часть) и Абуздино (северная часть).

## Топонимика
Название Баргадай происходит, возможно, от бурятского имени Барга. Кяхта (хяагта) в переводе с бурятского означает «травянистое», «пырейное». Название Абуздино происходит от фамилии одного из первых русских переселенцев в эту местность Абуздина.

## Население
| 2002 | 2010 | 2011 | 2012 |
| ---- | ---- | ---- | ---- |
| 411  | ↘368 | →368 | ↘365 |

По данным Всероссийской переписи, в 2010 году в селе проживало 368 человек (179 мужчин и 189 женщин).